# Naqada
Naqada (in arabo نقادة‎? Naqāda, anche conosciuta come Nagada) era la città egizia nella quale, durante il periodo predinastico nacque la cultura che segnò l'inizio dell'evoluzione storica e sociale della Valle del Nilo.
In questo periodo, nell'Antico Egitto, era maggiormente praticato il culto del dio Seth.
Nel sito archeologico di Naqada, nella stagione di scavi 1893 - 1894, Petrie scoprì l'antica città di Nbwt chiamata anche Ombos durante la dinastia tolemaica. Nbwt significa "Dorata" o "[Città] d'oro" perché situata sulla via carovaniera per l'Uadi Hammamat.
La grande necropoli egizia con i suoi manufatti, risalenti al periodo storico detto predinastico, vennero accuratamente studiati da Flinders Petrie nel 1894-1895 con la sua tecnica della seriazione cronologica.

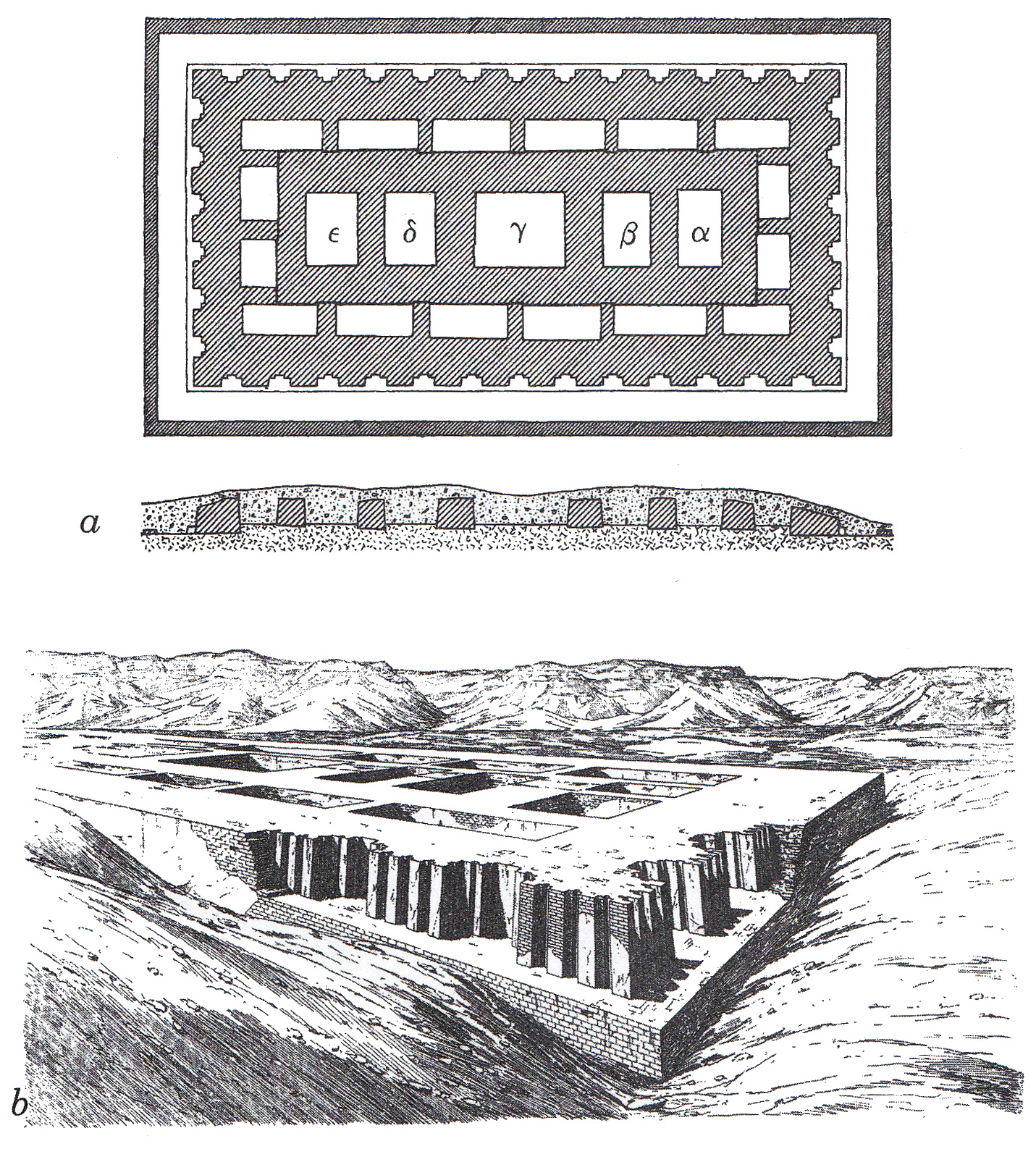

Successivamente Jacques de Morgan, nel 1897 scoprì una mastaba risalente alla I dinastia con le mura esterne a Facciata di palazzo dove è stato ritrovato un sigillo con i nomi del sovrano Aha e della regina Neithotep alla quale apparteneva la mastaba.
La necropoli, che venne usata anche nella I dinastia, si trova a circa 28 chilometri a nord-ovest di Luxor (Alto Egitto) e contiene circa 2000 sepolture classificabili, secondo Kaiser, in tre fasi culturali ben precise:
- Naqada I - Cultura amraziana (3900 a.C. -    3650 a.C.)
- Naqada II - Cultura gerzeana (3650 a.C. - 3300 a.C.)
- Naqada III - Cultura semainiana (3300 a.C. - 3060 a.C.)

Alla fase Naqada III è collegata la dinastia 0 dell'antico Egitto e la dinastia 00, ossia l'insieme di sovrani, scarsamente conosciuti, che precedettero il primo re storico dell'Egitto: Narmer.